# قلعه جلالی
قلعه جلالی (به عربی: قلعة الجلالي) قلعه‌ای در بندر قدیمی مسقط، پایتخت عمان است. این قلعه توسط پرتغالی‌ها در زمان فیلیپ دوم در دهه ۱۵۸۰، پس از دو بار حملهٔ نیروهای عثمانی برای محافظت از بندرگاه ساخته شد. قلعه در ۱۶۵۰ به دست نیروهای عمانی افتاد. در طول جنگ‌های داخلی بین ‎۱۷۱۸–۱۷۴۷، این قلعه دو بار توسط ایرانیان به فراخوان یکی از امام‌های رقیب تسخیر شد. این قلعه بعداً مورد بازسازی گسترده قرار گرفت.

## کاربرد
در زمان خود، قلعه جلالی به عنوان زندان یا پناهگاه اعضای خانواده سلطنتی به کار می‌رفت. در قرن بیستم تا دههٔ هفتاد از آن به به عنوان زندان اصلی عمان استفاده می‌شد. در ۱۹۸۳ قلعه مرمت و به موزه‌ای خصوصی از تاریخ فرهنگی عمان برای بازدید مقامات عالی‌رتبه تبدیل شد. در نمایشگاه قلعه ادواتی چون توپ، تفنگ فتیله‌ای، نقشه، فرش و ابزار دیگر نمایش داده می‌شود.

## نگارخانه

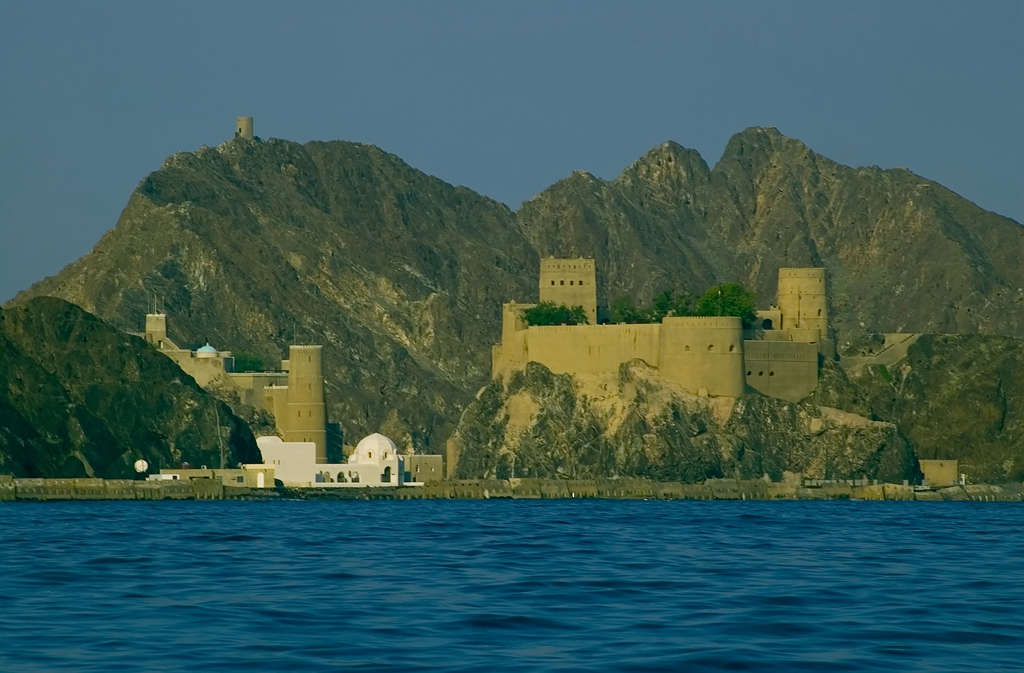
بندر از شمال غربی: قلعه جلیلی (راست) و قلعه میرانی (چپ)
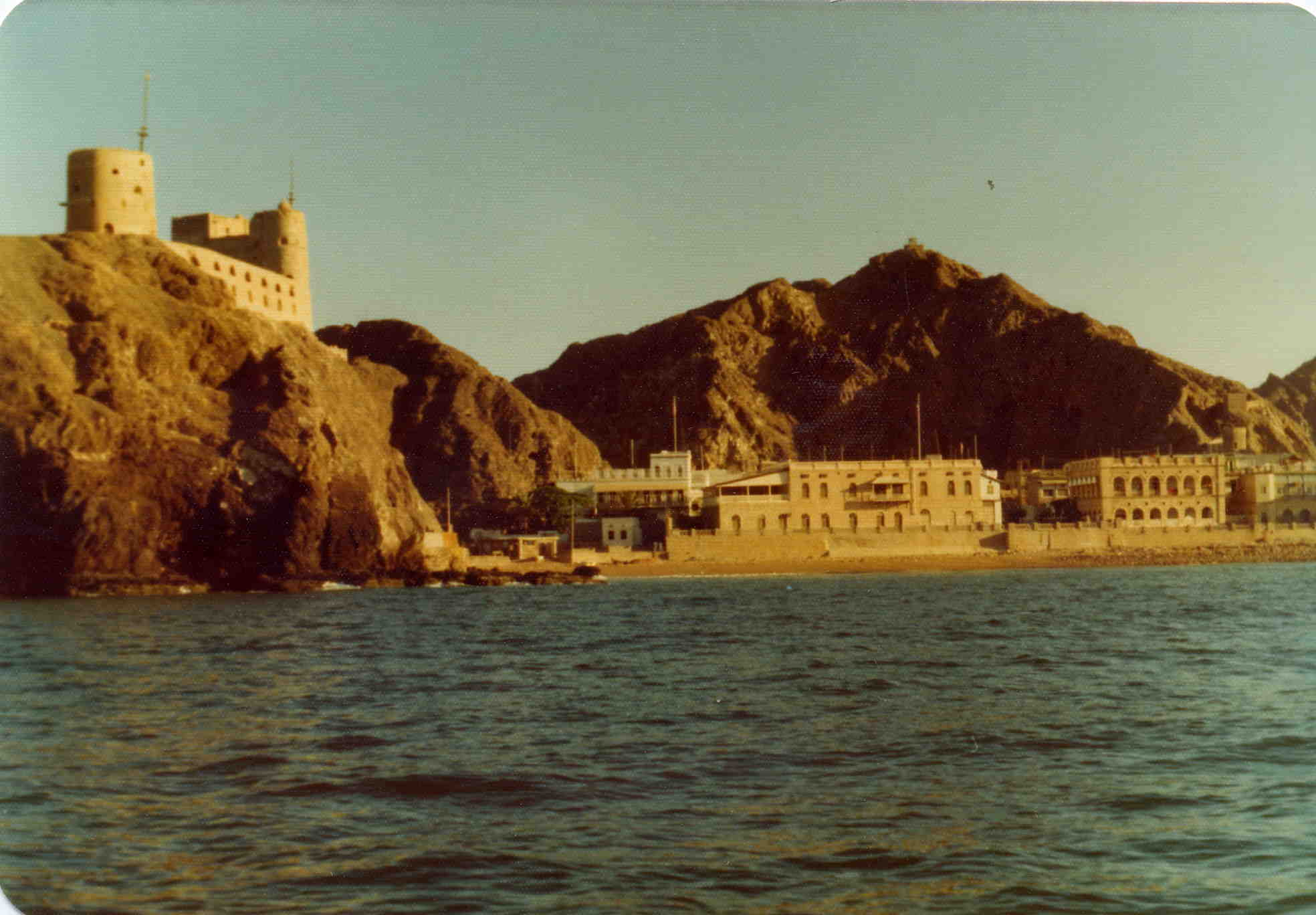
قلعه جلالی از سمت چپ
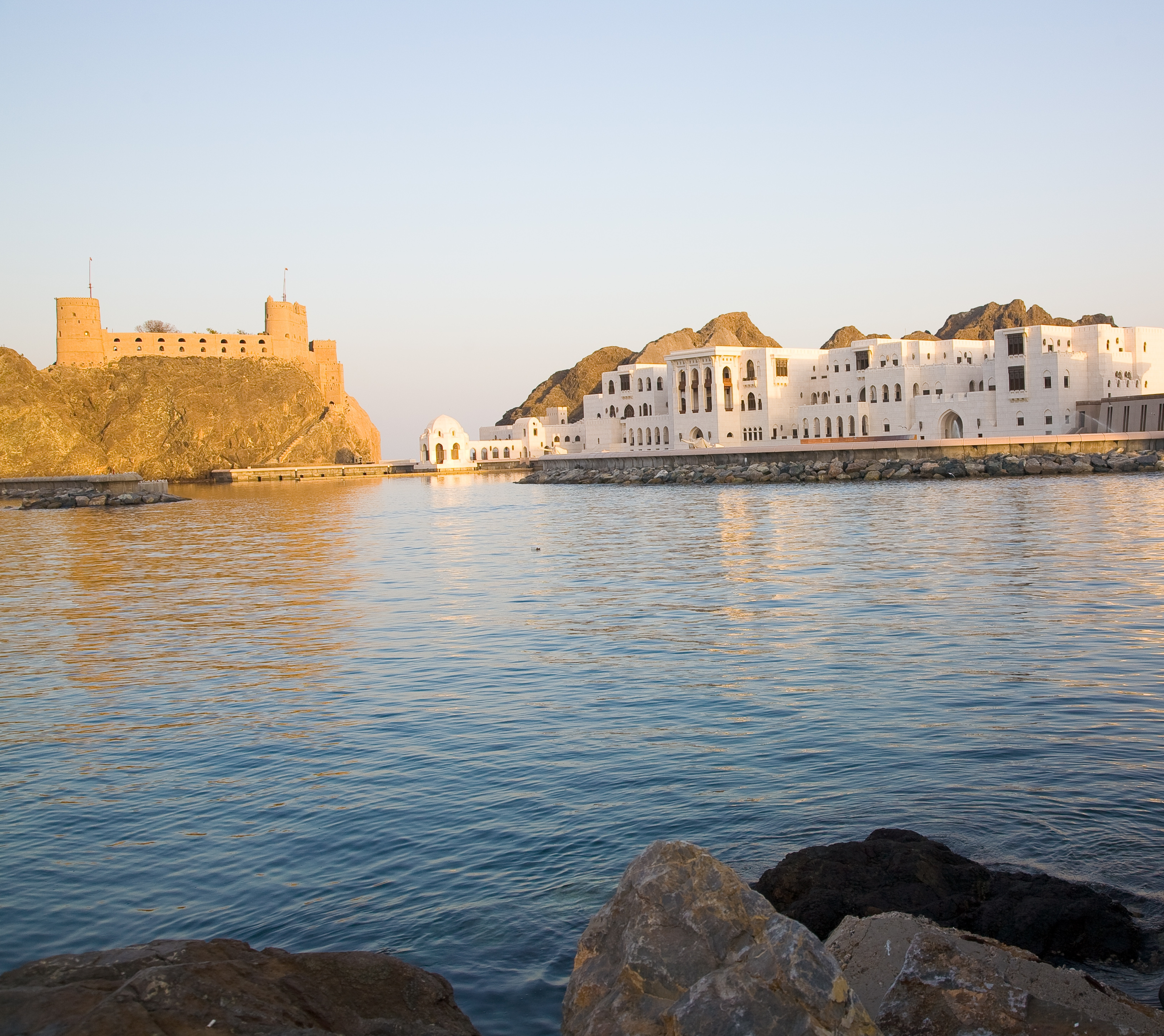
قلعه جلالی و بندر در ۲۰۰۸